# 2005 у музиці
Ця стаття присвячена музичним подіям 2005 року.

## Події
- 19-21 травня 2005 — 50-й пісенний конкурс Євробачення, який проходив у Києві в Україні.

## Музичні альбоми
| Дата | Виконавець | Назва альбому |
| ---- | ---------- | ------------- |
|      |            |               |

## Засновані колективи
- +44
- 615 (гурт)
- A Skylit Drive
- Acloneofmyown
- AKB48
- Angels & Airwaves
- Broken Iris
- Carnifex
- Cobra Starship
- Dark the Suns
- Divine Heresy
- Dr. Acula
- Emigrate
- Eternal Lord
- Eyes of Eden
- Fly Project
- Foals
- Goon Moon
- HELL:ON
- Hollywood Undead
- HolyHell
- Hopes Die Last
- Hsu-nami
- Impending Doom
- In This Moment
- Jonas Brothers
- Katzenjammer
- Kodaline
- Lifelover
- Litesound
- Litvintroll
- Luminoth
- Mayday Parade
- Mother Mother
- Motionless in White
- Motorama
- My Darkest Days
- NoraLasso
- PICK-UP
- Sad Alice Said
- Sakanaction
- She Wants Revenge
- Stinx
- Svjata Vatra
- Swedish House Mafia
- The Almost
- The Band Perry
- The Foreshadowing
- Winds of Plague
- Witloof Bay
- Woods Of Desolation
- Авіатор (гурт)
- Грай (гурт)
- МайжеКолір
- Називний відмінок (гурт)
- Плесо (гурт)
- Симфонічний оркестр Закарпатської філармонії
- Славутський муніципальний духовий оркестр
- ТіК
- Хорея Козацька

## Колективи, які поновились
- Accept
- Alice in Chains
- Eternal Tears of Sorrow
- Take That
- Tic Tac Toe

## Концерти в Україні
Зарубіжні виконавці

## Нагороди
Премія «Греммі»
47-ма церемонія «Греммі» відбулася 13 лютого 2005 у комплексі Стейплс-центр у Лос-Анджелесі.
Премія «MTV Video Music Awards»
Премія «MTV Europe Music Awards»
Премія «Billboard Music Awards»

## Народились
- Багінська Анастасія Максимівна — українська співачка. Суперфіналістка другого сезону українського «Голосу. Діти». Володарка Гран-прі міжнародного дитячого музичного конкурсу «Вітебськ 2014» (в рамках «Слов'янського базару 2014»). Представниця своєї країни на «Дитячому Євробаченні 2017» в Тбілісі з піснею «Не зупиняй».

## Померли
- Антонов Володимир Сергійович — український флейтист, педагог, народний артист УРСР.
- Янівський Богдан-Юрій Ярославович — український композитор і піаніст та педагог, народний артист УРСР.
- Сидоренко-Малюкова Тамара Степанівна — композитор, музичний педагог, заслужений діяч мистецтв УРСР.
- Нирко Олексій Федорович — подвижник кобзарства Криму і Кубані, бандурист, історик кобзарства, голова Ялтинської «Просвіти».
- Вербянський Іван Прокопович — майстер бандури.
- Ланцберг Володимир Ісакович — російський бард, письменник, поет, педагог.
- Курін Віктор Миколайович — український співак (баритон), педагог, Народний артист України.
- Пашкевич Анатолій Максимович — український хоровий диригент, композитор, Народний артист УРСР.
- Лінк Рей — американський гітарист і композитор, що записував в основному інструментальні рок-н-рольні композиції
- Кириченко Раїса Опанасівна — українська співачка, Герой України.
- Маріуш Щерський — польський роковий музикант, вокаліст гурту «Honor».
- Елмер Бернстайн — композитор, виконавець (піаніст) (США).
- Роберт Муг — американський винахідник, що прославився створенням першого комерційно успішного синтезатора.
- Карамишев Борис Павлович — російський композитор. Заслужений діяч мистецтв РРФСР.
- Кузан Мар'ян — французький композитор і диригент українського походження.
- Яворик Олександр Володимирович — український композитор.
- Дімітріаді Одіссей Ахіллесович — радянський диригент грецького походження, народний артист СРСР.
- Стручкова Раїса Степанівна — російська радянська артистка балету, Народна артистка СРСР.
- Наумов Лев Миколайович — радянський піаніст і педагог, заслужений артист Росії, Заслужений діяч мистецтв РРФСР.
- Султанов Олексій Файзуллайович — піаніст узбецького походження.
- Лорел Ейткен — ямайський музикант кубинського походження, один з родоначальників напрямку ска.
- Горностай Василь Прокопович — український композитор, заслужений діяч мистецтв України.
- Іщенко Андрій Венедиктович — український оперний співак (тенор), соліст Київського оперного театру, Заслужений артист УРСР.
- Тришин Віктор Миколайович — український оперний співак (баритон), соліст Національної опери України, народний артист України.
- Елінор Кетрін Воррен — англійська віолончелістка, музичний педагог.
- Берман Лазар Наумович — радянський і російський піаніст, Заслужений артист РРФСР.
- Нестеров Олександр (музикант) — український музикант-мультиінструменталіст, імпровізатор, представник українського джазового авангарду.
- Міський Ілля Михайлович — музикант (скрипаль), композитор, педагог.
- Консуело Веласкес — мексиканська піаністка, композитор, відома перш за все як автор пісні «Besame mucho».
- Ковтун Валерій Петрович — український радянський артист балету, балетмейстер, Народний артист УРСР і СРСР.
- Силантьєв Костянтин Васильович — український радянський співак (бас), заслужений артист РРФСР, народний артист УРСР.
- Головащенко Михайло Іванович — редактор, музикознавець, критик, журналіст.
- Веске Тамара Яківна — співачка (лірико-драматичне сопрано), українська музична діячка, професор, заслужений діяч мистецтв УРСР.
- Полуденний Микола Михайлович — український співак (баритон) радянських часів, народний артист УРСР, заслужений артист Росії.
- Берковський Віктор Семенович — український бард, композитор, виконавець авторської пісні.
- Гершфельд Давид Григорович — український та молдовський диригент, композитор.
- Вікторія де лос Анхелес — іспанська співачка (ліричне сопрано).
- Бірґіт Нільссон — шведська оперна співачка (драматичне сопрано).
- Айзеншпіс Юрій Шмільович — адміністратор, менеджер, радянський і російський імпресаріо, один з найвпливовіших і найбагатших ділків російського шоу-бізнесу.
- Гена Димитрова — болгарська співачка.
- Коробова-Богдашевська Зоя Ісаківна — українська радіожурналістка, мистецтвознавець, скрипаль. Дружина Юрія Богдашевського.
- Детройт Джуніор — американський блюзовий піаніст, співак і автор пісень.
- Міра Кубашіньська — польська співачка, вокалістка блюз-рок гурту Breakout.
- Люк Фераррі — французький композитор італійського походження.
- П'єр Башльє — французький співак, автор-виконавець, піаніст, композитор, автор музики до фільмів.
- Рой Брукс — американський джазовий ударник і перкусіоніст.
- Джиммі Вуд — американський джазовий контрабасист.
- Тоні Міммс — музикант, продюсер і шотландський диригент.
- Йоргіа Фільче-Труя — албанська співачка (сопрано). Народна артистка Албанії.
- Кязим Коюнджу — турецький співак лазського походження, автор виконавець фолк-рок пісень.
- Стенлі Седі — британський музикознавець, музичний критик і редактор. Був редактором шостого видання Музичного словника Гроува.
- Кітер Беттс — американський джазовий контрабасист.
- Літтл Мілтон — американський блюзовий і ритм-енд-блюзовий співак і гітарист.
- Френсіс Лангфорд — американська актриса, радіоведуча та співачка.
- Ел Маккіббон — американський джазовий контрабасист.
- Персі Гіт — американський джазовий контрабасист, учасник гурту Modern Jazz Quartet.
- Стефанія Войтович — польська співачка (сопрано).
- Лундстрем Олег Леонідович — радянський і російський джазмен, композитор і диригент.
- Єременко Костянтин Андрійович — диригент. Чоловік піаністки Зої Єременко. Лауреат Державної премії СРСР.
- Задаянна Ірина Євгеніївна — артистка балету, балетмейстер. Заслужена артистка УРСР.
- Євдокимов Михайло Сергійович — радянський та російський гуморист, пародист, актор, співак, телеведучий та політик.
- Назарова Маргарита Петрівна — радянська співачка та кіноактриса, дресирувальниця тигрів, артистка цирку, народна артистка РРФСР.
- Кощій В'ячеслав Михайлович — український композитор.
- Моніка Зеттерлунд — джазова співачка Швеції, актриса.
- Штоколов Борис Тимофійович — радянський російський оперний співак (бас). Народний артист СРСР.
- Жорданія Вахтанг Георгійович — диригент родом із Грузії.